# Nakarai Tōsui
Nakarai Tōsui (jap. 半井 桃水; * 12. Januar 1861 in Tsushima; † 20. November 1926 in Tsuruga) war ein japanischer Romanautor. Sein Name in der Kindheit war Sentarō (泉太郎). Später nahm er den Namen Kiyoshi, Nebenform Retsu, (beides geschrieben: 冽) an. 

## Leben
Seine Kindheit verbrachte er in einer japanischen Siedlung in Busan, Korea. In Tokio besuchte er die Kyōritsugakusha-Schule. Während eines anschließenden erneuten Koreaaufenthaltes berichtete er der Asahi-Zeitung vor Ort von einem Militäraufstand in Seoul. Nach Japan zurückgekehrt, begann er 1888, als Journalist für die Asahi-Zeitung in Tokio zu arbeiten, und berichtete in dieser Funktion auch von Schauplätzen des Russisch-Japanischen Krieges. Während seiner Anstellung als Journalist schrieb er auch Zeitungsromane, die jedoch literarisch wenig bedeutend waren. Bekanntheit erlangte er als Lehrer Higuchi Ichiyōs, die sich in ihn verliebte.